# Crotalaria androyensis
Crotalaria androyensis är en ärtväxtart som beskrevs av René Viguier. Crotalaria androyensis ingår i släktet sunnhampor, och familjen ärtväxter. Inga underarter finns listade i Catalogue of Life.